# Albert Finney
Albert Finney (Salford, Gran Manchester, 9 de maig de 1936 - Londres, 7 de febrer de 2019) va ser un actor britànic.
Albert Finney formà part d'aquests «joves llops» descoberts pel cinema britànic dels anys 60 amb Michael Caine, Terence Stamp, David Hemmings, Peter O'Toole, Sean Connery, Alan Bates i Oliver Reed… Amb Caine i Connery, és un dels que se surten millor del decenni terrible en aquesta armada de joves seductors, amb talent i dotats de personalitats atípiques. Tanmateix, al contrari de Caine i Connery, Finney ha agafat d'entrada distàncies amb el cinema i l'star system, privilegiant el teatre; només alguns anys més tard, l'exintèrpret de Tom Jones i Hercule Poirot surt regularment en els crèdits de grans produccions americanes.

## Biografia[2]

### L'hereu dels monstres sagrats
Fill d'un corredor d'apostes], Albert Finney posa en escena i interpreta quinze peces durant els cinc anys que passa al col·legi de Salford, la seva ciutat natal.
Entra com a becari a l'Acadèmia Reial d'art Dramàtic (l'Arad) de Londres, on té Alan Bates i Peter O'toole com companys d'estudis, i destaca sobretot en La nit de reis de William Shakespeare. El 1956, Finney comença a l'escena professional a Birmingham. Interpreta Juli Cèsar, Macbeth, Antoni i Cleòpatra, Hamlet, Enric V - totes peces del gran William.
Després el monstre consagrat Charles Laughton el fa debutar a Londres amb la peça The Party. Es troben el 1959 en ocasió del centè aniversari del Shakespeare Memorial Theater a Stratford-upon-Avon amb El somni d'una nit d'estiu, i Finney, en la mateixa manifestació, dona la rèplica a un altre monstre sagrat, Laurence Olivier, a Coriolà - Finney i Olivier seran companys en el cinema l'any següent a El Faranduler de Tony Richardson, sobre un guió de John Osborne…
Laurence Olivier l'havia nominat d'altra banda com el seu successor al capdavant del Britain's National Theater, subratllant una continuïtat filial entre ells, honor que Finney va declinar.

### Estrella lliure
Sempre el 1960, Albert és consagrat millor actor de l'any per al seu paper en Saturday Night and Sunday Morning dirigida per Karel Reisz, pel·lícula manifesta del Free Cinema, l'equivalent britànic de la Nouvelle vague francesa. Finney treballa al mateix temps per la Royal Court, epicentre de l'avantguarda teatral.
El 1961, l'actor refusa el paper de Lawrence d'Aràbia i un cachet de 100.000 dòlars per dirigir un tropa teatral a Glasgow per a un salari mòdic de vint dòlars per setmana... Immediatament, Finney esbufega davant la seva via d'estrella traçada. També li havien ofert treballar a la pel·lícula Metello del director italià Mauro Bolognini.
El 1962, roda Tom Jones, comèdia picaresca dirigida per Richardson sobre un guió d'Osborne. Aquest personatge de mal noi simpàtic creat pel novel·lista Henry Fielding el consagra com a estrella i li val la seva primera nominació a l'Oscar. Finney roda a continuació The Victors, pel·lícula de guerra internacional de distribució pletòrica (Jeanne Moreau, Romy Schneider, Melina Merkuri, Maurice Ronet, George Peppard, George Hamilton…), i la pel·lícula de suspens Night Must Fall posat en escena per Reisz, segons una obra d'Emlyn Williams. Fidel a la seva passió, Finney refusa les proposicions següents per treballar al teatre com a actor i productor al Citizens Theatre de Glasgow...
Figura del Swinging London, Albert Finney realitza Charlie Bubbles, autoretrat avançat, crític i paròdic, on figura la principiant Liza Minnelli. És també la coprotagonista amb Audrey Hepburn (i una molt jove Jacqueline Bisset) del magnífic Dos a la carretera de Stanley Donen, radiografia cruel d'una parella gairebé ordinària. Finney igualment és en aquesta època un dels fundadors de la companyia de producció Memorial Enterprises de la qual sortiran els clàssics If... i O Lucky Man! de Lindsay Anderson amb Malcolm McDowell, Privilege amb la model Jean Shrimpton (companya de Terence Stamp), Spring and Sport Wine amb el veterà James Mason; la companyia contribueix també a llançar cineastes prometedors com Stephen Frears - Gumshoe interpretat per Finney, The Burning -, Mike Leigh - Bleak Moments - i Tony Scott - Loving Memory.
Finalment, l'actor productor dirigeix de 1972 a la temporada 1974-1975 la il·lustre Royal Court.

### Les intermitències d'un prodigi
Fatalment, aquesta bulímia d'activitats allunya de manera passable Albert Finney de la pantalla gran, almenys com a actor. Torna tanmateix amb força a Murder on the Orient Express. Antiquat i engreixat, la seva interpretació com a Hercule Poirot, el detectiu belga imaginat per Agatha Christie, li val la unanimitat dels crítics i una nova nominació per l'Oscar. L'actor es nega tanmateix, segons una línia de conducta coherent, a reprendre aquest paper a Death on the Nile, pel·lícula en la qual Peter Ustinov el succeeix amb èxit.
Finney s'il·lustra els anys següents en The Duellists, adaptació de Joseph Conrad filmada per Ridley Scott (germà de Tony), on el seu salari consisteix en una caixa de xampany! Al contrari, el seu paper cantant en Annie, exercici d'estil signat per John Huston, li aporta un milió de dòlars.
Després Shoot the Moon, crònica amarga del matrimoni dirigida per Alan Parker, amb Diane Keaton com a coprotagonista, la terrorífica Wolfen i la de ciència-ficció Looker escrita i escenificada per Michael Crichton, Albert retroba el gran Huston i Jacqueline Bisset - aquesta vegada al paper de la seva dona - per a una adaptació del la negra romàntica de Malcolm Lowry Sota el volcà; en la sèrie dels retrobaments, Finney té com a company principal Tom Courtenay a The Dresser de Peter Yates: el 1960, Albert Finney havia creat la peça Billy Liar amb Courtenay com a doble, i aquest últim havia interpretat el paper en la versió cinematogràfica el 1963, dirigida per John Schlesinger… El paper de Finney en The Dresser evoca el de Laurence Olivier a Le Cabotin vint-i-tres anys abans.
No desdenyant la pantalla petita, Albert Finney interpreta el 1984 el papa Joan Pau II i co-realitza el telefilm The Biko Inquest. El 1986, l'actor guanya el Premi Laurence Olivier per a la peça Orphans i interpreta la versió cinematogràfica sota la direcció d'Alan J. Pakula. Fa també una aparició que no surt als crèdits a Mort entre les flors de Joel Coen. La seva presència garanteix produccions més discretes, com The Playboys de l'escocès Gillies Mackinnon o Rich In Love de Bruce Beresford, on és el marit de Jill Clayburgh.

### Un prestigi intacte
La seva composició de patètic cornut a The Browning Version de Mike Figgis, segons l'obra de Terence Rattigan, precedeix l'èxit de  A Man of No Importance: aquest paper d'homosexual, digne i heroic, suposa a Albert Finney una nova nominació a l'Oscar.
A continuació, Finney treballa amb Peter Yates i participa en l'adaptació de Henry James Washington Square. A partir de Breakfast of Champions, sembla privilegiar una carrera americana, col·laborant amb Steven Soderbergh a Erin Brockovich, Traffic i Ocean's Twelve, amb Tim Burton a Big Fish i La núvia cadàver, amb el veterà Sidney Lumet per a Before The Deal; és també al cartell de L'ultimàtum de Bourne de Paul Greengrass. Trenta anys després The Duellists, Ridley Scott el dirigeix de nou a  Un bon any. A Amazing Grace de Michael Apted, Finney fa de John Newton.
A la televisió, el seu prestigi és igualment immens, ja que és de manera successiva Ernest Hemingway, Winston Churchill i Uncle Silas, l'heroi de Sheridan El Fanu.
L'actor, director, productor i cantant ha estat nominat dues vegades als premis Tony pel paper de Martí Luter a l'obra Luther de John Osborne el 1964 i per a A Day in the Death of Joe Egg de Peter Nichol. Albert Finney és probablement un dels actors més premiats de la seva generació, particularment per a les seves actuacions a l'escenari, malgrat el fet que treballa sense agent ni empresari.

### Les intermitències d'un seductor...
Després d'un primer matrimoni amb Jane Wendham de 1957 a 1961, del que té un fill, Simon, Albert Finney va tenir una breu relació amb Audrey Hepburn en el rodatge de Dos a la carretera. Va estar casat amb la francesa Anouk Aimée de 1970 a 1978. Després, Finney es va divorciar; viu actualment amb la seva quarta esposa.

### Mort
Finney va morir el 7 de febrer de 2019 després d'una curta malaltia.

## Filmografia
Les seves pel·lícules més destacades són:
- 1957: Emergency-Ward 10, de Paul Bernard i John Cooper (sèrie TV)
- 1960: Saturday Night and Sunday Morning, de Karel Reisz
- 1960: The Entertainer, de Tony Richardson
- 1963: Tom Jones, de Tony Richardson
- 1963: The Victors, de Carl Foreman
- 1964: Night Must Fall, de Karel Reisz
- 1967: Dos a la carretera (Two for the Road), de Stanley Donen
- 1967: Charlie Bubbles, amb Albert Finney també com a director
- 1969: The Picasso Summer, de Sergé Borgonyó i Robert Sallin, sobre una història de Ray Bradbury amb Yvette Mimieux i Luis Miguel Dominguin
- 1970: Scrooge, de Ronald Neame
- 1971: Gumshoe, de Stephen Frears amb Billie Whitelaw, Frank Finlay, Janice Rule
- 1973: Alpha Beta, d'Anthony Page amb Rachel Roberts
- 1974: Assassinat a l'Orient Express, de Sidney Lumet
- 1975: The Adventure of Sherlock Holmes' Smarter Brother, de Gene Wilder
- 1977: Els duelistes (The Duellists), de Ridley Scott
- 1981: Loophole, de John Quested a partir d'un thriller de Robert Pollock, amb Martin Sheen, Susannah York, Colin Blakely, Jonathan Pryce, Robert Morley
- 1981: Llops humans (Wolfen), de Michael Wadleigh
- 1981: Looker (Looker), de Michael Crichton
- 1982: Lights, Camera, Annie! (TV)
- 1982: Shoot the Moon, d'Alan Parker amb Diane Keaton, Peter Weller, Karen Allen
- 1982: Annie, de John Huston
- 1983: The Dresser, de Peter Yates
- 1984: The Biko Inquest, de Graham Evans i Albert Finney amb Nigel Davenport i Richard Johnson (Tv)
- 1984: Pope John Paul II, de Herbert Wise amb Nigel Hawthorne (TV)
- 1984: Sotà el volcà (Under the Volcano), de John Huston
- 1987: A Simple Man film musical amb Moira Shearer (TV)
- 1987: Orphans, de Alan J. Pakula a partir de la peça de Lyle Kessler, amb Matthew Modine i Kevin Anderson
- 1990: The Wall: Live in Berlin, de Ken O'Neil i Roger Waters (TV)
- 1990: The Image, de Peter Werner amb John Mahoney (Tv)
- 1990: The Endless Game, de Bryan Forbes amb George Segal, Ian Holm, Anthony Quayle, Kristin Scott Thomas (TV)
- 1990: Mort entre les flors (Miller's Crossing), de Joel Coen
- 1990: The Green Man, comèdia de terror d'Elijah Moshinsky (Tv) tres episodis
- 1992: The Playboys, de Gillies MacKinnon amb Aidan Quinn, Robin Wright
- 1993: Rich in Love, de Bruce Beresford amb Jill Clayburgh, Kyle McLachlan, Piper Laurie, Ethan Hawke
- 1994: The Browning Version, de Mike Figgis amb Greta Scacchi, M. Modine, Julian Sands, Michael Gambon
- 1994: A Man of No Importance, de Suri Krishnamma amb M. Gambon, Rufus Sewell
- 1995: The Run of the Country, de Peter Yates
- 1996: Cold Lazarus, de Renny Rye amb Saffron Burrows i Diana Ladd (fulletó Tv) quatre episodis
- 1996: Karaoke, de Renny Rye amb Richard E. Grant (fulletó Tv) tres episodis
- 1997: Nostromo, d'Alastair Reid segons Joseph Conrad, amb Lothaire Bluteau, Claudia Cardinale, Joaquim de Almeida, Brian Dennehy, Colin Firth (TV)
- 1997: Washington Square, d'Agnieszka Holland
- 1998: Una parella poc ordinària (A Rather English Marriage), de Paul Seed amb Tom Courtenay, Joanna Lumley (Tv)
- 1999: Breakfast of Champions, de Alan Rudolph amb Bruce Willis, Nick Nolte, Barbara Hershey
- 1999: Simpatico, de Matthew Warchus
- 2000: My Uncle Silas, de Philip Saville (sèrie TV)
- 2000: Erin Brockovich (Erin Brockovich), de Steven Soderbergh
- 2000: Traffic, de Steven Soderbergh
- 2001: Hemingway, the Hunter of Death, de Sergio Dow
- 2001: El cel no pot esperar (Delivering Milo), de Nick Castle amb Bridget Fonda, Campbell Scott, Lesley Ann Warren
- 2002: The Gathering Storm, de Richard Loncraine amb Vanessa Redgrave, Derek Jacobi (TV) paper de Winston Churchill
- 2003: My Uncle Silas II, de Tom Clegg (TV)
- 2003: Big Fish, de Tim Burton
- 2004: Ocean's Twelve, de Steven Soderbergh
- 2005: La núvia cadàver (Corpse Bride), de Tim Burton i Mike Johnson (veu)
- 2006: A Good Year de Ridley Scott
- 2006: Amazing Grace de Michael Apted
- 2007: L'ultimàtum de Bourne (The Bourne Ultimatum) de Paul Greengrass
- 2007: Before the devil knows you're dead de Sidney Lumet
- 2016: Jason Bourne: Dr. Albert Hirsch

## Premis i nominacions[4]

### Premis Oscar
| Any  | Categoria              | Pel·lícula                   | Resultat |
| ---- | ---------------------- | ---------------------------- | -------- |
| 1964 | Millor actor           | Tom Jones                    | Nominat  |
| 1975 | Millor actor           | Murder on the Orient Express | Nominat  |
| 1984 | Millor actor           | The Dresser                  | Nominat  |
| 1985 | Millor actor           | Under the Volcano            | Nominat  |
| 2001 | Millor actor secundari | Erin Brockovich              | Nominat  |

### Premis Globus d'Or
| Any  | Categoria                            | Pel·lícula          | Resultat  |
| ---- | ------------------------------------ | ------------------- | --------- |
| 1964 | Millor nova promesa masculina        | Tom Jones           | Guanyador |
| 1964 | Millor actor musical o còmic         | Tom Jones           | Nominat   |
| 1971 | Millor actor musical o còmic         | Scrooge             | Guanyador |
| 1983 | Millor actor dramàtic                | Shoot the Moon      | Nominat   |
| 1984 | Millor actor dramàtic                | The Dresser         | Nominat   |
| 1985 | Millor actor dramàtic                | Under the Volcano   | Nominat   |
| 2001 | Millor actor secundari               | Erin Brockovich     | Nominat   |
| 2003 | Millor actor en minisèrie o telefilm | The Gathering Storm | Guanyador |
| 2004 | Millor actor secundari               | Big Fish            | Nominat   |

### Premis BAFTA
| Any  | Categoria              | Pel·lícula                        | Resultat  |
| ---- | ---------------------- | --------------------------------- | --------- |
| 1961 | Millor nova promesa    | Saturday Night and Sunday Morning | Guanyador |
| 1961 | Millor actor           | Saturday Night and Sunday Morning | Nominat   |
| 1964 | Millor actor           | Tom Jones                         | Nominat   |
| 1972 | Millor actor           | Gumshoe                           | Nominat   |
| 1975 | Millor actor           | Murder on the Orient Express      | Nominat   |
| 1983 | Millor actor           | Shoot the Moon                    | Nominat   |
| 1985 | Millor actor           | The Dresser                       | Nominat   |
| 2001 | BAFTA honorífic        |                                   | Guanyador |
| 1985 | Millor actor secundari | Big Fish                          | Nominat   |

### Berlinale
| Any  | Categoria    | Pel·lícula  | Resultat  |
| ---- | ------------ | ----------- | --------- |
| 1984 | Millor actor | The Dresser | Guanyador |

### Festival de Venècia
| Any  | Categoria    | Pel·lícula | Resultat  |
| ---- | ------------ | ---------- | --------- |
| 1963 | Millor actor | Tom Jones  | Guanyador |

### Premis Emmy
| Any  | Categoria                            | Pel·lícula          | Resultat  |
| ---- | ------------------------------------ | ------------------- | --------- |
| 1990 | Millor actor en minisèrie o especial | The Image           | Nominat   |
| 2002 | Millor actor en minisèrie o telefilm | The Gathering Storm | Guanyador |